# Мерхеул

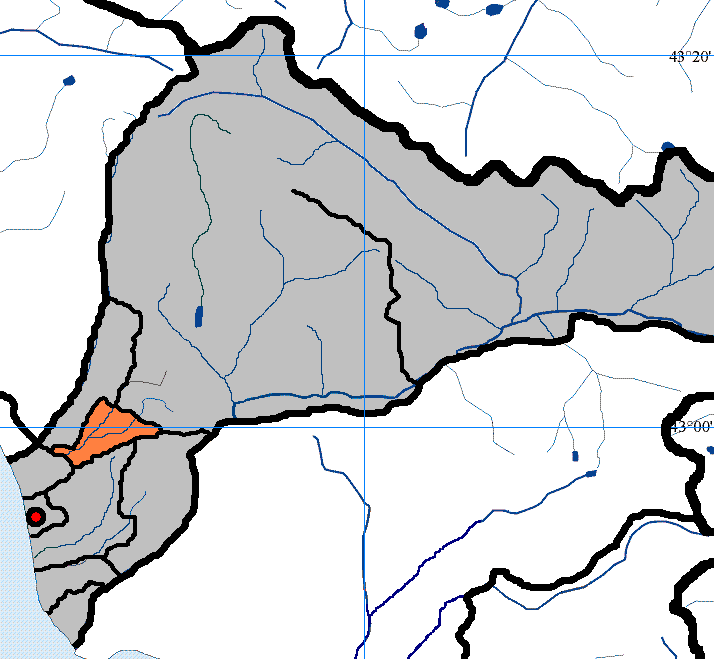
Расположение села Мерхеул

Мерхеу́л (абх. Мархьаул, груз. მერხეული) — село в Абхазии, в Гулрыпшском районе частично признанной Республики Абхазия, согласно административному делению Грузии — в Гульрипшском муниципалитете Абхазской Автономной Республики, которая в качестве официального названия использует грузинскую форму Мерхеу́ли, принятую в советское время. Иногда встречается форма Мархяул.
Расположено к северо-востоку от райцентра Гулрыпш в равнинно-предгорной полосе, по обеим берегам реки Мачара. В административном отношении территория села представляет собой Мархяульскую сельскую администрацию (абх. Мархьаул ақыҭа ахадара), в прошлом Мерхеульский сельсовет. Через Мерхеул проходит Военно-Сухумская дорога, связывающая Сухум с Кодорским ущельем.

## История
В форме Мархеул топоним фиксируется в начале XIX века как крупное село. В прошлом через Мархеул или Мерхеул проходила стратегическая и торговая магистраль. В течение веков село сохраняло значение своеобразного караван-сарая. Здесь также располагалась резиденция цебельдинских владетельных князей Маршан.

## Название
Историк Павел Ингороква относит ойконим Мархьаул к числу грузинских топонимов с окончанием на -ули. Другой историк Теймураз Мибчуани считает его сванским: по-свански мерхеул — крапива. Он утверждает, что «и по сей день крапива широко распространена в Мерхьеули».
По другой версии, название происходит от Мархьа-ул из Мар-рха-ул, где Мар — основа фамилии Мар-шьан, и -рха «долина». Мар-рха буквально — «долина Маровых (Маршановых)», а в дальнейшем с прибавкой к этой основе тюрк. ул — «село»: Маррхаул > Мархьаул, то есть «село Марха(Маррха)».

## Границы
На севере Мерхеул граничит с сёлами Цабал и Багмаран; на юге — с сёлами Мачара и Пшап; на востоке — с селом Кацикыта; на западе — с Багмараном.

## Население
Население Мерхеульского сельсовета по данным переписи 1989 года составляло 3939 человек. Современный этнический состав — преимущественно армяне и абхазы. По данным переписи 2011 года численность населения сельского поселения (сельской администрации) Мархяул составила 839 жителей, из них 76,3 % — армяне (640 человек), 9,4 % — грузины (79 человек), 8,6 % — абхазы (72 человека), 4,4 % — русские (37 человек), 0,1 % — грек (1 человек), 0,1 % — мегрелы (1 человек), 1,1 % — другие (9 человек).
По данным переписи населения 1886 года в селении Мерхеул (в современных границах) проживало православных христиан — 446 человек, мусульман-суннитов — 20 человек. По сословному делению в Мерхеули имелось 5 князей, 15 дворян, 5 представителей православного духовенства и 436 крестьян. Представителей «городских» сословий в Мерхеуле не проживало.
В 1877 году абхазское население Мерхеула, как и остальных сёл Центральной Абхазии, сильно пострадало от инспирированного российскими властями мухаджирства — насильственного выселения кавказских горцев в Османскую империю. Большинство сёл Центральной Абхазии было полностью «очищено» от коренного населения. В Мерхеули, согласно данным переписи 1886 года, осталось лишь 7 дворов абхазов с общим населением 20 человек: все они являлись представителями высших сословий и мусульманами по вероисповеданию.
После выселения большей части коренного населения во второй половине XIX века, Мерхеул стал заселяться мегрельскими и русскими крестьянами. После геноцида армян в Османской империи к ним добавились и армяне-амшенцы из Турции.
В советский период славянское население Мерхеула постоянно сокращалось.
В результате поражения грузинских войск в октябре 1993 года мегрельское население практически полностью покинуло Мерхеули вместе с отступающей грузинской армией.
| Год переписи | Число жителей | Этнический состав                                                     |
| ------------ | ------------- | --------------------------------------------------------------------- |
| 1886         | 466           | русские 61,4 %; грузины 32,2 %; абхазы 4,3 %                          |
| 1926         | 3827          | грузины 47,3 %, армяне 15,8 %, русские и украинцы 9,2 %, абхазы 4,3 % |
| 1959         | 3076          | грузины; армяне; русские; абхазы (нет точных данных)                  |
| 1989         | 3939          | грузины; армяне; абхазы (нет точных данных)                           |
| 2011         | 839           | армяне (76,3 %), грузины (9,4 %), абхазы (8,6 %), русские (4,4 %)     |

## Историческое деление
Село Мерхеул исторически подразделяется на 4 посёлка (абх. аҳабла):
- Бароуаху (Черниговское, Вашловани)
- Гурзаул
- Мархяул Ахабла (собственно Мерхеул)
- Мачара

## Известные уроженцы
- Л. П. Берия (1899—1953) — российский революционер, советский государственный и партийный деятель, генеральный комиссар госбезопасности, Маршал Советского Союза, Герой Социалистического Труда, лишённый этих званий в 1953 году.
- М. А. Лакербай (1901—1965) — абхазский советский писатель, драматург и сценарист, театровед, журналист, военный корреспондент. Заслуженный деятель искусств Абхазской АССР, участник Великой Отечественной войны.
- Х. Л. Харазия (1908—1990) — советский военачальник, участник Великой Отечественной войны, гвардии генерал-лейтенант.

## Использованная литература
- Кварчия В. Е. Историческая и современная топонимия Абхазии (Историко-этимологическое исследование). — Сухум: Дом печати, 2006. — 328 с.
- Кәарҷиа В. Е. Аҧсны атопонимика. — Аҟәа: 2002. — 686 д. (абх.)